# Mathias Ladurner-Parthanes
Mathias Ladurner-Parthanes (* 29. Juni 1927 in Meran; † 3. August 2018) war ein Südtiroler Bauer, Heimatforscher und Politiker.

## Biographie
Der Sohn des Bauern und Volkskundlers Matthias Ladurner-Parthanes besuchte in Meran und Hall in Tirol die Grundschule bzw. das Realgymnasium. Nach dem Zweiten Weltkrieg absolvierte er mehrere landwirtschaftliche Kurse und begann, auf dem familieneigenen Weinhof Parthanes in Gratsch zu arbeiten, dessen Führung er in der Folge übernahm.
Ladurner-Parthanes war politisch lange Jahre in der Südtiroler Volkspartei (SVP) tätig. Von 1973 bis 1988 nahm er als Bauernvertreter ein Mandat im Südtiroler Landtag und damit gleichzeitig im Regionalrat Trentino-Südtirol wahr. Von 1981 bis 1983 war er dabei Vizepräsident des Landtags, von 1983 bis 1984 Vizepräsident des Regionalrats und von 1984 bis 1989 als Assessor für Boden- und Agrarkreditanstalten, Spar- und Raiffeisenkassen sowie Kreditanstalten regionalen Charakters Mitglied der Regionalregierung.
Wie auch sein Vater publizierte Ladurner-Parthanes heimatkundliche Beiträge, vor allem in der Zeitschrift „Der Schlern“.

## Monographien
- (Hrsg.) Die Tracht des Burggrafenamtes in ihrer Entwicklung. Mit Illustrationen von Gudrun Ladurner. Meran 1990.
- 100 Jahre Obstgenossenschaft OGA: 1893. Fliri, Meran 1993.
- Der Oberdorner: Leben, Wirken und Umwelt des Mathias Ladurner von Algund, eines Tiroler Bauern in alter Zeit. Tappeiner, Lana 1996, ISBN 88-7073-219-3.
- Schützen im Burggrafenamt: Festschrift zum 15. Treffen der Alpenregion. Südtiroler Schützenbund, Bozen 1998.